# Орманов Поток (Фојница)
Орманов Поток је насељено место у Босни и Херцеговини у општини Фојница. Административно припада Федерацији Босне и Херцеговине, односно њеном Средњобосанском кантону. Према попису становништва из 2013. у насељу је било 170 становника, а већинску популацију чинили су Бошњаци.

## Становништво
По последњем службеном попису становништва из 2013. године у овом насељу живело је 170 становника, а село је било етнички хомогено са већинском бошњачком популацијом.
| Националност | 2013. | 1991.        | 1981.        | 1971.        |
| Бошњаци      | —     | 131 (85,62%) | 128 (99,22%) | 107 (99,07%) |
| Хрвати       | —     | 21 (13,73%)  | 0            | 0            |
| Срби         | —     | 0            | 1 (0,77%)    | 0            |
| Југословени  | —     | 0            | 0            | 1 (0,92%)    |
| остали       | —     | 1 (0,65%)    | 0            | 0            |
| Укупно       | 170   | 153          | 129          | 108          |